# Cruisefærge
Cruisefærge er betegnelsen for en større bilfærge med overnatnings- og underholdningsfaciliteter for passagererne. En cruisefærge kombinerer således krydstogskibets elementer med ro-ro (roll on/roll off) færgens ditto. En cruisefærge kan være indsat i både sommer- og vintertrafik og som både dagfærge og natfærge. Cruisefærger indgår som regel i fast rutetrafik.
En cruisefærge er ikke en formel skibsteknisk typebetegnelse. Betegnelsen bruges oftest af markedsføringsmæssige årsager om en stor bil- og passagerfærge i drift på en rute, hvor en væsentlig del af forretningskonceptet baserer sig på ombordomsætningen fra passagerer, der rejser med frem og tilbage alene for turens skyld.
Passagerer på en cruisefærge har typisk hevet et par dage ud af kalenderen for (populært sagt) at 'sejle væk fra hverdagens stress og jag' og bruger ofte kun et begrænset antal timer på cruisefærgens bestemmelsessted, men en rejse med en cruisefærge kan også kombineres med en storbyferie. Således tilbyder cruisefærgen en hurtig, men afstressende sviptur, fx i løbet af en weekend eller en kort ferie. Andre passagerer på en cruisefærge kan være langturschauffører eller turister. 
De fleste cruisefærger har moderne mødelokaler til rådighed med AV-udstyr og internetadgang ofte kombineret med biograf og auditorium.
I Skandinavien har cruisefærgernes mange passagerkoncepter om bord siden 1980'erne fulgt trends fra krydstogtskibe og landbaserede, typisk 4-stjernede, hotelkæder. Samtidig har cruisefærgeindustrien dog også udviklet sine helt egne koncepter som fx buffetrestauranten, der findes på langt de fleste cruisefærger i Skandinavien.
Danmarks største færge er DFDS' flagskib M/S Pearl Seaways (40.030 BRT), der siden 2001 har været indsat på København-Oslo ruten.
Verdens største cruisefærge er Color Line flagskibet M/S Color Magic (75.100 BRT), som har været i fast trafik mellem Oslo og Kiel siden 2007.

## Eksempler på cruisefærger i Norden
- M/S Pearl Seaways (1989) – DFDS Seaways
- M/S Silja Serenade (1990) – Silja Line
- M/S Color Fantasy (2004) – Color Line
- M/S Galaxy (2006) – Tallink
- M/S Viking Grace (2013) – Viking Line
- M/S Stavangerfjord (2013) – Fjord Line

## De største cruisefærger gennem årene
| År   | Navn                   | Brutto tonnage | Rederi                                                         | Flag    |
| ---- | ---------------------- | -------------- | -------------------------------------------------------------- | ------- |
| 1975 | M/S Tor Britannia      | 15.657 BRT     | Tor Line                                                       | Sverige |
| 1976 | M/S Tor Scandinavia    | 15.673 BRT     | Tor Line                                                       | Sverige |
| 1977 | GTS Finnjet            | 24.605 BRT     | Finnlines                                                      | Finland |
| 1981 | M/S Finlandia          | 25.905 BRT     | Effoa (Silja Line trafik)                                      | Finland |
| 1982 | M/S Scandinavia        | 26.747 BRT     | Scandinavian World Cruises, siden DFDS Seaways                 | Bahamas |
| 1985 | M/S Svea               | 33.829 BT      | Johnson Line (Silja Line trafik)                               | Sverige |
| 1985 | M/S Mariella           | 37.799 BT      | SF Line (Viking Line trafik)                                   | Finland |
| 1989 | M/S Athena             | 40.012 BT      | Rederi AB Slite (Viking Line trafik)                           | Sverige |
| 1989 | M/S Cinderella         | 46.398 BT      | SF Line (Viking Line trafik)                                   | Finland |
| 1990 | M/S Silja Serenade     | 58.376 BT      | Silja Line                                                     | Finland |
| 1991 | M/S Silja Symphony     | 58.377 BT      | Silja Line                                                     | Sverige |
| 1993 | M/S Silja Europa       | 59.914 BT      | Silja Line (bestilt af Rederi AB Slite til Viking Line trafik) | Finland |
| 2001 | M/S Pride of Rotterdam | 59.925 BT      | P&O Ferries                                                    | Holland |
| 2004 | M/S Color Fantasy      | 75.027 BT      | Color Line                                                     | Norge   |
| 2007 | M/S Color Magic        | 75.100 BT      | Color Line                                                     | Norge   |